# 144 km (rejon łużski)
144 km (ros. 144 км) – przystanek kolejowy w miejscowości Stojanowszczina, w rejonie łużskim, w obwodzie leningradzkim, w Rosji. Położony jest na linii dawnej Kolei Warszawsko-Petersburskiej.